# Léo (série télévisée)
Pour les articles homonymes, voir Léo.
Léo est une série télévisée québécoise en 59 épisodes de 24 minutes créée par Fabien Cloutier et intégralement réalisée par Jean-François Chagnon. Elle est mise en ligne entre le 15 novembre 2018 et le 10 janvier 2024 sur la plateforme Club Illico, puis diffusée à la télévision entre le 8 janvier 2020 et le 20 mars 2024 sur le réseau TVA.
En France, elle est disponible sur la plateforme internet de la chaîne TV5 Monde.

## Synopsis
À presque quarante ans, Léo, qui vit seul de petites jobines et de cultures d'« herbes fines » en région dans le petit village fictif de Walton, évoquant la Beauce,, décide de changer de vie et de trouver enfin un travail stable qu'il souhaite faire sérieusement au moment même où son ami de toujours, Chabot lui-même célibataire endurci, s'établit en couple. Non diplômé du secondaire, il finit par dégoter un poste dans une usine locale de gâteaux Dubeau dans laquelle il tombe sous le charme d'une secrétaire, Cindy.

## Distribution

### Personnages principaux
- Fabien Cloutier : Léo
- Marie-Laurence Moreau : Cindy
- Steve Laplante : Chabot, ami de Léo
- Julien Poulin : Yvon, père de Léo
- Sylvie De Morais-Nogueira : Karine, épouse de Chabot
- Marc Labrèche : Couture
- Hubert Proulx : Pouliot (« Poule-Djotte »)
- Guillaume Cyr : Perreault
- Mario Jean : Landry
- Simon Lacroix : Drouin
- Didier Lucien : Julien
- Anne Dorval : Jessica
- Jean-Michel Girouard : Yannick, frère de Cindy[3]
- Micheline Bernard : Ginette, mère de Cindy
- Daniel Gadouas : Maurice, père de Cindy

### Personnages secondaires
- Sébastien Dubé : Dugars
- Vincent Leclerc : McDonald
- Pierre Lebeau : Reynald, oncle de Léo (†)
- Elliot Léonard : Kéven
- Sonia Cordeau : Nancy
- Christian E. Roy : Johnny
- Jean-Carl Boucher : Marcornemuse
- Luc Boucher : Bourdon
- Stéphane Jacques : Pisseux Bolduc
- Carmen Sylvestre : Madame O'Neil
- Mathéo Piccinin : Antoine, fils de Karine
- Shanti Corbeil-Gauvreau : Ariane, fille de Karine
- Sandrine Bisson : Chantale, sœur de Jessica
- Catherine Chabot : Jacinthe Dubeau
- Jean-François Gaudet : Monsieur Dubeau
- Erika Soucy : Femme de Dugars
- Leïla Thibeault-Louchem : Aïsha, amie de Karine
- Gabrielle Côté : Cinthia, le "gars" du méchoui
- Céline Bonnier : Agathe, tante de Karine et Nancy
- Maxime Denommée : Guillaume, ex de Cindy
- Lauriane S. Thibodeau : Bianca
- Sophie Dion : Steph, mère de Kéven
- Véronique Côté : Préposée au bureau d'emploi
- Claude Laroche : Curé du cours de mariage
- Fayolle Jean : Curé de Walton
- Boucar Diouf : Lui-même
- Alexi Robidoux : Paul, le fils de Léo et Cindy

## Fiche technique
- Titre original : Léo
- Réalisation : Jean-François Chagnon
- Scénario : Fabien Cloutier, Erika Soucy, Steve Laplante, Claude Lalonde et Sonia Cordeau
- Photographie : Vincent Biron
- Décors : Jean Babin
- Costumes : Éric Poirier et Anne-Karine Gauthier
- Montage : Dominic Montplaisir	et Matthieu Bouchard
- Musique : Philippe Brault
- Producteurs : Patrick Lowe, François Rozon, Jaime Tobon, Vincent Gagné et Isabelle Thiffault
- Société de production : Encore Télévision
- Pays d'origine : Québec/Canada
- Langue originale : français québécois
- Genres : Comédie, drame
- Format : Couleurs – 16:9 HD – stéréo
- Durée : 24 minutes

## Production
La série télévisée est directement inspirée de l'univers théâtral et littéraire de Fabien Cloutier – en particulier de la pièce séminale Oùsqu’y é Chabot ? présentée en 2005 au théâtre La Licorne de Montréal qui sera la base de ses contes urbains Scotstown (2008) et Cranbourne (2012), également portés sur scène – qui reprend dans Léo les thèmes de l'adulescence, du régionalisme (en particulier de sa région natale de la Beauce) et différences sociales au Québec,,. Il réalise leur adaptation libre avec son ami Steve Laplante et Erika Soucy, et confie la réalisation des épisodes à Jean-François Chagnon. Les premiers épisodes sont tournés de mai à juin 2018.
La deuxième saison de la série est marquée par le départ de l'actrice Anne Dorval ainsi que par l'arrivée de nouveaux comédiens, Micheline Bernard et Daniel Gadouas, pour les seconds rôles des parents de Cindy et de Catherine Chabot interprétant la nouvelle directrice de l'usine Dubeau Gâteaux. Le tournage se déroule mai à juin 2019, notamment sur l'île Goyer à Carignan en Montérégie pour les scènes de la maison des beaux-parents.
Après deux saisons contiguës en 2018 et 2019, la pandémie de Covid-19 interrompt la série avant le tournage en 2020 des douze épisodes qui composeront la troisième saison. Celui-ci débute finalement le 8 mai 2021 et se poursuit jusqu'à juillet 2021 dans le respect des gestes barrières, des mesures sanitaires et progressivement avec la vaccination croissante de l'ensemble de l'équipe. Il se déroule notamment à Blainville dans les Basses-Laurentides pour les scènes d'usine. La troisième saison est marquée par le retour d'Anne Dorval dans son rôle et l'arrivée de la comédienne Ariel Charest.
Une quatrième saison est également confirmée dont le tournage des douze épisodes doit s'étendre de septembre à novembre 2021. Elle est mise en production immédiatement après la fin du tournage de la saison 3, les deux saisons étant filmées à la suite. Elle est finalement diffusée en juin 2022, seulement six mois après la troisième saison.
Fabien Cloutier annonce au printemps 2022 une ultime saison, la cinquième tournée à l'automne 2022, qui doit cloturer définitivement la série,.

## Épisodes

### Première saison (2018)
La première saison a été disponible à partir du 15 novembre 2018 sur Club Illico puis diffusée à partir du mercredi 8 janvier 2020 sur le réseau TVA.
1. La Dernière Brosse
2. Trouver son homme
3. Conquérir
4. Faire ses heures
5. Langues de shop
6. À découvert
7. Scorer fort
8. Le Parasite
9. Pas de rappel pour Madonna
10. Exercice de confiance
11. Pour la vie

### Deuxième saison (2019)
La deuxième saison a été disponible à partir du jeudi 28 novembre 2019 sur Club Illico et diffusée [Quand ?] sur le réseau TVA.
1. Dis-moi, dis-moi…
2. Maudit Changement
3. Je crois et j'épouse
4. C'est qui le boss
5. L'Enfance à l'encan
6. On coupe ?
7. L'Ananas de la colère
8. S'éplucher
9. Vers l'avant
10. Le Sauveur
11. Se revirer de bord
12. Les Anciennes Odeurs

### Troisième saison (2022)
La troisième saison de douze épisodes a été mise en ligne le mercredi 5 janvier 2022 sur le Club Illico et diffusée hebdomadairement sur le réseau TVA depuis la même date.
1. Chanson d'amour
2. Repartir
3. Écart de vieillesse
4. Petit Paul
5. L'Esprit d'équipe
6. Saint-Valentin
7. L'Annonce de Reynald
8. Les Grands Vainqueurs
9. Terre promise
10. Semer pour récolter
11. Les dés sont jetés
12. Avancer

### Quatrième saison (2022)
En raison des retards imposés par la pandémie de Covid-19, la quatrième saison de la série, constituée de douze épisodes, est diffusée six mois après la saison 3 à partir du jeudi 2 juin 2022 sur le Club Illico.
1. Y
2. Su'l bord de déborder
3. La Fête de l'amour
4. Des tartes et des traîtres
5. Construire sur le positif
6. De retour
7. Paul et la mort
8. Un client mystère
9. Tuer
10. Un raton mal avenant
11. Un dernier tour de piste
12. Bilan

### Cinquième saison (2024)
Cette dernière saison a été mise en ligne le 10 janvier 2024, et diffusée hebdomadairement sur TVA à partir de cette date.
1. Chabot
2. Marco
3. Pouliot
4. Nancy et Bourdon
5. Drouin et Perreault
6. McDonald
7. Landry
8. Jessica et Couture
9. Yannick
10. Kéven
11. Claire Bolduc
12. Chabot et Léo

## Accueil

### Réception critique
Les deux premières saisons de la série Léo ont reçu un excellent accueil de la critique qui note notamment que « le succès de cette comédie réside dans le dosage parfait entre les moments rigolos et ceux qui nous serrent le cœur » pour La Presse, « à l'image de son personnage principal : attachant malgré ses travers » grâce à « une dynamique vraiment accrocheuse et malgré la légèreté des situations » selon Métro. Le HuffPost considère que le téléspectateur « entre dans l'univers de Léo comme on entre dans un party de Noël : amusé par les excès des convives, touché par leur candeur, séduit par leurs personnalités colorées, heureux d'y retrouver des enfants grouillants et en étant tour à tour amusé, exaspéré et ému ». Pour La Voix de l'Est, la série vaut aussi tout particulièrement pour la véracité des textes, du langage et des personnages – mettant en valeur les régions – qui font « tout l'attrait de cette comédie » dont « la force […] est d'intégrer des aspects plus dramatiques ». Enfin, la presse remarque tout particulièrement la performance d'acteur comique de Marc Labrèche dans le rôle du contremaître,.
Léo est également retenu par un critique du journal La Presse comme l'une des trois meilleures séries télévisées disponibles sur la plate-forme numérique d'Illico en 2021.

### Réception du public
Le premier épisode de la saison 3 a réuni 1 601 000 spectateurs tandis que les suivants ont tous été vus par plus d'un million de québécois constituant un succès auprès du public.

### Distinctions
- Prix Gémeaux (2019)[22] :
  - Prix du meilleur premier rôle masculin dans la catégorie comédie : Fabien Cloutier
  - Prix du meilleur rôle de soutien féminin dans la catégorie comédie : Anne Dorval
  - Nomination au prix de la meilleure comédie
  - Nomination au prix du meilleur texte dans la catégorie comédie
  - Nominations aux prix du meilleur rôle de soutien masculin dans la catégorie comédie : Marc Labrèche ainsi que Hubert Proulx
- Prix Gémeaux (2020)[23],[24] :
  - Prix du meilleur premier rôle masculin dans la catégorie comédie : Fabien Cloutier
  - Prix du meilleur rôle de soutien masculin dans la catégorie comédie : Steve Laplante
  - Nomination au prix de la meilleure comédie
  - Nomination au prix du meilleur premier rôle féminin dans la catégorie comédie : Marie-Laurence Moreau
  - Nominations aux prix du meilleur rôle de soutien masculin dans la catégorie comédie : Marc Labrèche ainsi que Julien Poulin
  - Nomination au prix du meilleur rôle de soutien féminin dans la catégorie comédie : Sandrine Bisson
  - Nomination au prix de la meilleure réalisation dans la catégorie comédie
  - Nomination au prix du meilleur texte dans la catégorie comédie
  - Nomination au prix du meilleur décor dans la catégorie fiction
  - Nomination au prix de la meilleure musique originale dans la catégorie fiction